# 1er bataillon de volontaires de la Haute-Loire
Pour les articles homonymes, voir 1er bataillon.
Le 1er bataillon de volontaires nationaux de la Haute-Loire, était une unité militaire de l’armée française créée sous la Révolution française. Il fut également appelé plus simplement 1er bataillon de la Haute-Loire.

## Création et différentes dénominations
Le 1er bataillon de volontaires de la Haute-Loire est formé le 22 juin 1792 à 9 compagnies.
Le 1er bataillon de volontaires de la Haute-Loire est dissous le 26 germinal an II (15 avril 1794) lors de son amalgame pour former la 117e demi-brigade de première formation avec 
- le 1er bataillon du 59e régiment d'infanterie (ci-devant Bourgogne) et
- le 2e bataillon de volontaires de la Côte-d'Or

## Commandant
- Baron Jacques-Antoine de Chambarlhac de Laubespin

## Historique des garnisons, combats et batailles

### 1792
Après sa formation, le 22 juin 1792, le bataillon est envoyé en garnison a envoyé à Saint-Chamond, dans le département de Rhône-et-Loire puis, rattaché à l'armée du Midi puis à l'armée des Alpes, il est dirigé à Grenoble ou il prend ses quartiers le 15 juillet et participe, à partir du 22 septembre, à la conquête de la Savoie et prend position dans les environs du col du Glandon du col d'Olle.
Faisant partie de l'avant-garde, tente de pénétrer dans le duché de Savoie, mais en est empêché en raison d'une crue de l'Isère qui rompt le pont de bateaux  à Barraux. Le bataillon passe la rivière le 23 septembre pour soutenir deux bataillons d'infanterie légère. Après avoir mis en fuite les troupes piémontaises et pris possession de Montmélian et de Chambéry en l'espace de 8 jours, le bataillon est mis en cantonnement.
Le 18 novembre, le bataillon est au repos à La Rochette puis il est transféré à Fort Barraux ou il passe l'hiver.

### 1793
En mai, le bataillon est rattaché à l'armée des Alpes et ne compte alors que 394 hommes. 

En juillet et en août, le bataillon est envoyé en poste dans la Tarentaise, au Nord de Bourg-Saint-Maurice, avec pour mission la surveillance du col du Bonhomme.
Fin août, les troupes piémontaises prennent l'offensive, s'emparent de la Tarentaise, de la Maurienne et menacent Lyon. Le bataillon est contraint de battre en retraite pour ne pas être cerné.
Fin septembre, les troupes Françaises lancent une contre-offensive. Le 29 septembre, le 1er de la Haute-Loire, descend du col de la Batie, s'empare d'Arêches, et refoule les troupes Piémontaises de la vallée du Doron de Beaufort. Le 30 septembre, le bataillon attaque le Cormet d'Arêches, et culbute les piémontais.
Début décembre, le bataillon est rattaché à l'armée du Midi, sous les ordres du général Carteaux puis du général Dugommier, et participe à l'assaut général de Toulon dans la nuit du 16 au 17 décembre.

### 1794
Du 1er au 16 ventôse an II (19 février-5 mars), les 633 hommes du bataillon sont en garnison à Lorgues, afin de participer à la campagne de Corse.
La prise Calvi, après 40 jours de siège, puis l'occupation de la totalité de la Corse par les troupes anglo-paolistes entraînent l’annulation de l'expédition. Le bataillon est alors rattaché à l'armée d'Italie.
Le 26 germinal an II (15 avril 1794), 
- le 1er bataillon de volontaires de la Haute-Loire est amalgamé avec
- le 1er bataillon du 59e régiment d'infanterie (ci-devant Bourgogne) et
- le 2e bataillon de volontaires de la Côte-d'Or

pour former la 117e demi-brigade de première formation.

## Personnalités
- Jacques-Antoine de Chambarlhac de Laubespin
- Jean-Jacques Chambarlhac, né au Puy en 1775, fils du précédent
- Régis Barthélemy Mouton-Duvernet, sergent-major, adjudant sous-officier puis adjudant major officier